# Boston Marathon 1990
De Boston Marathon 1990 werd gelopen op maandag 16 april 1990. Het was de 94e editie van deze marathon.
De Italiaan Gelindo Bordin kwam als bij de mannen eerste over de streep in 2:08.19. De Portugese Rosa Mota won bij de vrouwen in 2:25.24.
In totaal finishten er 7950 lopers, waarvan 6516 mannen en 1434 vrouwen.

## Uitslagen

### Mannen
| rang   | naam                   | land | tijd    |
| ------ | ---------------------- | ---- | ------- |
| Goud   | Gelindo Bordin         | ITA  | 2:08.19 |
| Zilver | Juma Ikangaa           | TAN  | 2:09.52 |
| Brons  | Rolando Vera           | ECU  | 2:10.46 |
| 4      | John Campbell          | NZL  | 2:11.04 |
| 5      | Robert de Castella     | AUS  | 2:11.28 |
| 6      | Isidro Rico            | MEX  | 2:13.02 |
| 7      | Geoffrey Smith         | ENG  | 2:13.38 |
| 8      | Salah Qoquaiche        | MAR  | 2:13.53 |
| 9      | Futoshi Shinohara      | JPN  | 2:14.10 |
| 10     | Philip O'Brien         | ENG  | 2:14.21 |
| 11     | Tesfaye Tafa           | ETH  | 2:14.29 |
| 12     | Gerry Curtis           | IRL  | 2:14.37 |
| 13     | Peter Maher            | CAN  | 2:15.25 |
| 14     | Darrell General        | USA  | 2:15.28 |
| 15     | Thomas Eickmann        | GER  | 2:15.51 |
| 16     | Osamu Monoe            | JPN  | 2:16.02 |
| 17     | Kjell-Erik Ståhl       | SWE  | 2:16.19 |
| 18     | Art Boileau            | CAN  | 2:16.26 |
| 19     | Steven Spence          | USA  | 2:16.40 |
| 20     | Delmir-Alves Dossantos | BRA  | 2:16.44 |
| 21     | Ryszard Marczak        | POL  | 2:16.44 |
| 22     | Rich Mccandless        | USA  | 2:16.56 |
| 23     | Joseph Leuchtmann      | USA  | 2:17.25 |
| 24     | Mario Cuevas           | MEX  | 2:17.30 |
| 25     | Vincent Ruguga         | UGA  | 2:17.46 |

### Vrouwen
| rang   | naam                | land | tijd    |
| ------ | ------------------- | ---- | ------- |
| Goud   | Rosa Mota           | POR  | 2:25.24 |
| Zilver | Uta Pippig          | GER  | 2:28.03 |
| Brons  | Maria Trujillo      | USA  | 2:28.53 |
| 4      | Kamila Gradus       | POL  | 2:28.56 |
| 5      | Kim Jones           | USA  | 2:31.01 |
| 6      | Veronique Marot     | ENG  | 2:31.09 |
| 7      | Zoya Ivanova        | URS  | 2:31.15 |
| 8      | Ritva Lemettinen    | FIN  | 2:38.44 |
| 9      | Dimitra Papaspirou  | GRE  | 2:38.45 |
| 10     | Anne Roden          | ENG  | 2:39.36 |
| 11     | Jane Welzel         | USA  | 2:42.04 |
| 12     | Chie Matsuda        | JPN  | 2:42.14 |
| 13     | Christa Vahlensieck | GER  | 2:42.18 |
| 14     | Cindy New           | CAN  | 2:44.18 |
| 15     | Gillian Horovitz    | ENG  | 2:45.00 |
| 16     | Janine Aiello       | USA  | 2:45.02 |
| 17     | Cesarina Taroni     | ITA  | 2:46.32 |
| 18     | Chiemi Saito        | JPN  | 2:47.28 |
| 19     | Jane Hutchison      | USA  | 2:47.55 |
| 20     | Kristin Larson      | USA  | 2:49.13 |
| 21     | Judith Hine         | NZL  | 2:49.30 |
| 22     | Junko Kawakami      | JPN  | 2:50.04 |
| 23     | Christine Gibbons   | USA  | 2:50.09 |
| 24     | Maureen Griffith    | CAN  | 2:50.40 |
| 25     | Mary Wood           | USA  | 2:51.09 |

1897 ·
1898 ·
1899 ·
1900 ·
1901 ·
1902 ·
1903 ·
1904 ·
1905 ·
1906 ·
1907 ·
1908 ·
1909 ·
1910 ·
1911 ·
1912 ·
1913 ·
1914 ·
1915 ·
1916 ·
1917 ·
1918 ·
1919 ·
1920 ·
1921 ·
1922 ·
1923 ·
1924 ·
1925 ·
1926 ·
1927 ·
1928 ·
1929 ·
1930 ·
1931 ·
1932 ·
1933 ·
1934 ·
1935 ·
1936 ·
1937 ·
1938 ·
1939 ·
1940 ·
1941 ·
1942 ·
1943 ·
1944 ·
1945 ·
1946 ·
1947 ·
1948 ·
1949 ·
1950 ·
1951 ·
1952 ·
1953 ·
1954 ·
1955 ·
1956 ·
1957 ·
1958 ·
1959 ·
1960 ·
1961 ·
1962 ·
1963 ·
1964 ·
1965 ·
1966 ·
1967 ·
1968 ·
1969 ·
1970 ·
1971 ·
1972 ·
1973 ·
1974 ·
1975 ·
1976 ·
1977 ·
1978 ·
1979 ·
1980 ·
1981 ·
1982 ·
1983 ·
1984 ·
1985 ·
1986 ·
1987 ·
1988 ·
1989 ·
1990 ·
1991 ·
1992 ·
1993 ·
1994 ·
1995 ·
1996 ·
1997 ·
1998 ·
1999 ·
2000 ·
2001 ·
2002 ·
2003 ·
2004 ·
2005 ·
2006 ·
2007 ·
2008 ·
2009 ·
2010 ·
2011 ·
2012 ·
2013 ·
2014 ·
2015 ·
2016 ·
2017 ·
2018 ·
2019 ·
2020 ·
2021 ·
2022